# Флаг Рейнланд-Пфальца

Вертикальное расположение флага в виде стяга (баннера)

Флаг Рейнланд-Пфальца (нем. Landesflagge von Rheinland-Pfalz), также известный как Рейнланд-Палатинат, — это триколор из трёх, равных друг другу, полосок черного, красного и золотого цвета. Данные цвета являются национальными цветами Германии и по-немецки называются «Schwarz-Rot-Gold». В кантоне, или верхнем левом углу, находится герб федеральной земли Рейнланд-Пфальц.

## Использование на похоронах
Особая форма флага Рейнланд-Пфальца, в виде вертикально расположенных линий и расположением герба посередине, может быть использована как покрывало для гроба на похоронах. Последний раз такая форма флага была использована на государственных похоронах Карла-Людвига Вагнера.